# シュプレー川

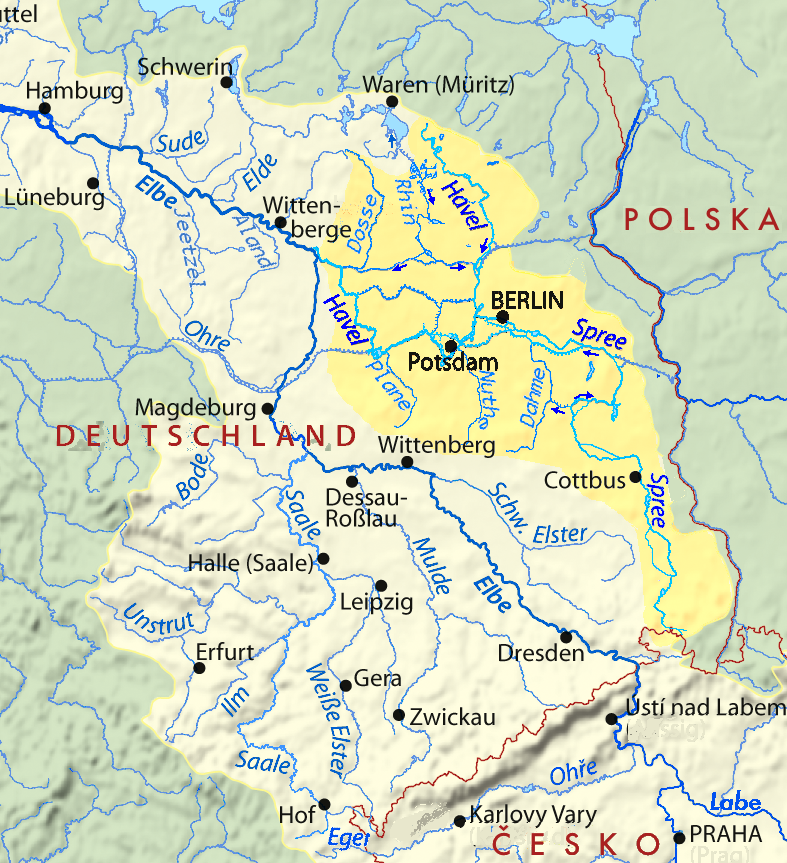
流路

シュプレー川（シュプレーがわ、Spree）は、ドイツ連邦共和国を流れる川で、ハーフェル川の支流である。ザクセン州、ブランデンブルク州、ベルリンを流れる。全長は約400キロ。

## 流路
チェコとの国境に近いラウジッツ山地に源を発し北へ向かう。バウツェン、コトブスといった都市を流れ、西へ転じベルリンに入り、ベルリン郊外のベルリン・シュパンダウでハーフェル川に合流する。フュルステンヴァルデの付近ではオーデル・シュプレー運河によってポーランド側の水系であるオーデル川と結ばれている。

## 地理
オーデル川は河岸が低いため、コトブスの辺りから分流し、湿地帯が多く見られる。この辺りでは農業も盛んである。ハーフェル川に合流する直前に位置するベルリンでは、市街地の中心を流れるため、市民の憩いの場となっている。

## 観光
ベルリンでは遊覧船がでており、観光客を楽しませている。また、シュプレー川沿いには様々な公共施設が置かれ、とりわけシュプレー川中州北側地区（ムゼウムスインゼル（博物館島））にあるベルリン国立博物館は、世界遺産に登録されている。

## 橋梁
- オーバーバウム橋